# Gerald FitzGerald (11e comte de Kildare)
Pour les articles homonymes, voir Gerald FitzGerald et FitzGerald.
Gerald FitzGerald (25 février 1525 – 16 novembre 1585), 11e comte de Kildare, est aussi connu sous le nom de « comte magicien » (anglais : « Wizard Earl »).

## Biographie
Il est le fils et homonyme de Gerald FitzGerald 9e comte de Kildare et d'Elizabeth Grey. Il devient le représentant mâle des Geraldines à 11 ans, à la mort de son demi-frère Thomas FitzGerald, 10e comte de Kildare, exécuté à Tyburn en 1537. Étant le dernier espoir de la famille, on le cache, puis on l'envoie, pour sa propre sécurité, étudier à Rome avec le cardinal Pole et en Flandre, qui faisait à l'époque partie des possessions de l'empereur Charles Quint. Pour soutenir sa cause en Irlande se constitue la Ligue Geraldine.
Il retourne à Kildare après la mort d'Henri VIII, et il réussit à récupérer les terres familiales, qui avaient été confisquées et il est créé comte de Kildare et baron d'Offaly par lettres patentes du 13 mai 1553 En 1554, durant le règne de Marie Ire, fille d'Henri VIII, il aide à mettre fin à la rébellion de Thomas Wyatt le Jeune. Il aide également à faire progresser les plans de Marie Ire pour la colonisation de l'Irlande.
Sa pratique de l'alchimie soulève l'intérêt de ceux qui vivaient autour de son château de Kilkea, et on disait qu'il possédait des pouvoirs magiques, d'où son surnom de « comte magicien » (Wizard Earl). Il mourut en 1585, et selon la légende, son fantôme revient au château tous les sept ans, monté sur un destrier ferré d'argent.

## Union et postérité
De son union avec Mabel Browne il a plusieurs enfants dont :
- Gerald FitzGerald seigneur d'Offaly († 1580),
- Henry FitzGerald (12e comte de Kildare) († 1597 s.p.m),
- William FitzGerald (13e comte de Kildare) († 1599 s.p).